# Canton de Bruz
Le canton de Bruz est une circonscription électorale française située dans le département d'Ille-et-Vilaine et la région Bretagne.

## Histoire
Le canton est créé le 10 février 1790 sous la Révolution française et se trouvait alors dans le district de Bain. Il disparait au cours du XIXe siècle.
Le canton de Rennes VIII-1 a été créé par décret du 25 janvier 1982 par division du canton de Rennes-VIII. Il a été renommé en « canton de Bruz » par un décret de 1985.
À la suite du redécoupage cantonal de 2014, les limites territoriales du canton sont remaniées. Le nombre de communes du canton passe à 5.

## Représentation

### Représentation de 1982 à 2015
| Période | Période           | Identité          | Étiquette    | Qualité                                                                            |
| ------- | ----------------- | ----------------- | ------------ | ---------------------------------------------------------------------------------- |
| 1982    | 1985              | Rémi Coudron      | PS           | Informaticien, conseiller municipal de Bruz, député suppléant (1981-1986)          |
| 1985    | 1999 (annulation) | Robert Barré      | UDF-FD       | Cadre de banque, maire de Bruz                                                     |
| 1999    | 2004              | Maryvonne Gainche | UDF puis UMP | Chimiste, adjointe au maire de Bruz Suppléante du député Alain Madelin (2002-2007) |
| 2004    | 2015              | Philippe Bonnin   | PS           | Ingénieur en industrie mécanique Maire de Chartres-de-Bretagne (depuis 1995)       |

### Représentation après 2015
| Période élective | Période élective | Mandat | Mandat   | Identité         | Nuance | Nuance | Qualité |
| ---------------- | ---------------- | ------ | -------- | ---------------- | ------ | ------ | --- |
| 2015             | 2021             | 2015   | 2021     | Philippe Bonnin  |        | DVG    | Cadre d'entreprise Maire de Chartres-de-Bretagne (depuis 1995)                                                                            |
| 2015             | 2021             | 2015   | 2021     | Sandrine Rol     |        | DVG    | Cadre, Bruz Conseillère départementale déléguée à l’Environnement et à l’Agenda 21                                                        |
| 2021             | 2028             | 2021   | en cours | Cécile Bouton    |        | PCF    | Cadre de la fonction publique d’État 14e vice-présidente du conseil départemental Adjointe au maire de Chartres-de-Bretagne (depuis 2020) |
| 2021             | 2028             | 2021   | en cours | Sébastien Guéret |        | DVG    | Directeur pôle éducation et culture Maire de Noyal-Châtillon-sur-Seiche (depuis 2020)                                                     |

### Résultats détaillés

#### Élections de mars 2015
À l'issue du 1er tour des élections départementales de 2015, deux binômes sont en ballottage : Philippe Bonnin et Sandrine Rol (PS, 38,02 %) et Delphine Boyer-Heulot et Auguste Louapre (Union de la Droite, 32,06 %). Le taux de participation est de 50,16 % (14 808 votants sur 29 523 inscrits) contre 50,90 % au niveau départemental et 50,17 % au niveau national.
Au second tour, Philippe Bonnin et Sandrine Rol (PS) sont élus avec 54,64 % des suffrages exprimés et un taux de participation de 49,2 % (7 406 voix pour 14 526 votants et 29 523 inscrits).

#### Élections de juin 2021
Le premier tour des élections départementales de 2021 est marqué par un très faible taux de participation (33,26 % au niveau national). Dans le canton de Bruz, ce taux de participation est de 32,89 % (10 344 votants sur 31 454 inscrits) contre 34,85 % au niveau départemental. À l'issue de ce premier tour, deux binômes sont en ballottage : Cécile Bouton et Sébastien Gueret (DVG, 29,79 %) et Karine Floret-Bourumeau et Jean-René Houssin (DVC, 26,58 %).
Le second tour des élections est marqué une nouvelle fois par une abstention massive équivalente au premier tour. Les taux de participation sont de 34,36 % au niveau national, 34,98 % dans le département et 32,59 % dans le canton de Bruz. Cécile Bouton et Sébastien Gueret (DVG) sont élus avec 56,67 % des suffrages exprimés (5 385 voix pour 10 255 votants et 31 464 inscrits),,. 

## Composition

### Composition de 1982 à 2015
Lors de sa création, le canton de Rennes VIII-1, devenu canton de Bruz en 1985, comprenait les communes de :
- Bourgbarré ;
- Bruz ;
- Chartres-de-Bretagne ;
- Châtillon-sur-Seiche ;
- Noyal-sur-Seiche ;
- Orgères ;
- Saint-Erblon.

Le chef-lieu était situé à Rennes en dehors du canton. La commune de Pont-Péan a été créée le 1er janvier 1986 par détachement de la commune de Saint-Erblon. Châtillon-sur-Seiche et Noyal-sur-Seiche ont fusionné en 1993 pour former Noyal-Châtillon-sur-Seiche.

### Composition depuis 2015
Le canton de Bruz regroupe désormais cinq communes entières.
| Nom                          | Code Insee | Intercommunalité | Superficie (km2) | Population (dernière pop. légale) | Densité (hab./km2) | Modifier                                    |
| ---------------------------- | ---------- | ---------------- | ---------------- | --------------------------------- | ------------------ | ------------------------------------------- |
| Bruz (bureau centralisateur) | 35047      | Rennes Métropole | 29,95            | 19 667 (2022)                     | 657                | modifier les données · modifier les données |
| Chartres-de-Bretagne         | 35066      | Rennes Métropole | 9,95             | 8 678 (2022)                      | 872                | modifier les données · modifier les données |
| Laillé                       | 35139      | Rennes Métropole | 32,04            | 5 154 (2022)                      | 161                | modifier les données · modifier les données |
| Noyal-Châtillon-sur-Seiche   | 35206      | Rennes Métropole | 26,51            | 7 995 (2022)                      | 302                | modifier les données · modifier les données |
| Pont-Péan                    | 35363      | Rennes Métropole | 8,76             | 4 289 (2022)                      | 490                | modifier les données · modifier les données |
| Canton de Bruz               | 3504       |                  | 107,21           | 45 783 (2022)                     | 427                | modifier les données                        |

## Démographie

### Démographie avant 2015
| 1982   | 1990   | 1999   | 2006   | 2011   | 2012   |
| ------ | ------ | ------ | ------ | ------ | ------ |
| 22 580 | 26 230 | 35 955 | 39 495 | 44 164 | 44 771 |

### Démographie depuis 2015
En 2022, le canton comptait 45 783 habitants, en évolution de +9,26 % par rapport à 2016 (Ille-et-Vilaine : +5,46 %, France hors Mayotte : +2,11 %).
| 2013   | 2018   | 2022   |
| ------ | ------ | ------ |
| 39 889 | 42 930 | 45 783 |